# Eulithis mediofasciata
Eulithis mediofasciata là một loài bướm đêm trong họ Geometridae.